# (326732) Nice
Pour les articles homonymes, voir Nice.
(326732) Nice est un astéroïde géocroiseur double. Précédemment appelé (2003) HB6, il a été renommé en l'honneur de Nice (Alpes-Maritimes, région Provence-Alpes-Côte d'Azur, France) par l'Union Astronomique Internationale (UAI) le 24 février 2025,.

## Présentation
Ce changement intervient à la suite de la proposition de l'astrophysicien Patrick Michel, compte tenu du rôle qu’a Nice au travers de son Observatoire de la Côte d’Azur notamment dans la défense planétaire et la science des astéroïdes, et en reconnaissance du soutien et de l’intérêt de la Ville de Nice pour ces activités. Il faut par ailleurs noter que (326732) Nice est un astéroïde double en cohérence avec la cible de la mission spatiale Hera de l’Agence spatiale européenne, dont la responsabilité scientifique est à Nice, partie pour rendre visite à l’astéroïde double Didymos. Il est également remarquable que de nombreuses générations de planétologues des petits corps du système solaire ont travaillé et travaillent encore sur le Mont Gros, à l'Observatoire de la Côte d'Azur, une institution scientifique réputée opérant dans les bâtiments historiques de l'Observatoire de Nice conçus par l'architecte Charles Garnier. L'UAI a donc tenu compte de l'ensemble de ces éléments et a changé le nom temporaire de l'objet 2003 HB6 en (326732) Nice, un astéroïde initialement découvert par le Lowell Observatory Near-Earth-Object Search le 25 avril 2003,,,.